# 森永愛
森永愛（日语：森永あい，4月28日—2019年8月2日）是日本漫畫家，岡山鎮出身，血型O型，出生年份未公布 。主要創作的漫畫類型為少女漫畫，並加入大量的搞笑元素。

## 簡歷
1993年以《十一年的女神》出道后，1996年广受欢迎的长篇漫画《贫穷贵公子》在月刊Asuka开始连载，这部漫画在2001年由台湾华视改编为真人电视剧《貧窮貴公子》，由周渝民、伊能静等出演；同年6月至9月，於日本推出四張廣播劇CD。2007年在日本推出真人版电视剧，由二宫和也、樱井翔等演员出演。
2001年在月刊Asuka3月号上连载《丑小鸭王子》。2002年在月刊Comic BLADE上连载《我和她的XXX》。2004年在讲谈社別冊FRIEND上连载《极乐青春曲棍球队》。这几部作品都深受读者喜爱，也是森永爱的代表作。
2019年8月9日，講談社《別冊FRIEND》刊載其已於8月2日病逝的消息。

## 作品
- 貧窮貴公子（山田太郎ものがたり）：全14冊
- 醜小鴨王子（あひるの王子さま）：全6冊
- 求愛俏美眉（えみりにおまかせ）：全1冊
- 草莓兄華麗的生活（ストロベリィちゃんの華麗な生活）：全1冊
- 哈啦狗寶貝（ユンカース・カム・ヒア）：全4冊
- 我和她的XXX（僕と彼女の×××）：全8冊
- 極樂青春曲棍球社（極楽青春ホッケー部）：全14冊
- 貧窮俏女傭（まにあってます！）：2冊待續
- 園藝少年（園芸少年）：全1冊
- 閃亮亮之星（キララの星）：香港版 超級巨星，全13冊

## 外部連結
- （日語）http://talent.yahoo.co.jp/pf/detail/pp243425 （页面存档备份，存于）
- inauthor:森永あい - 搜索 Google 圖書